# Дохерти, Томми (шотландский футболист)
То́мас Хе́ндерсон До́херти (англ. Thomas Henderson Docherty; 24 апреля 1928 — 31 декабря 2020), более известный как То́мми До́херти, — шотландский футболист и футбольный тренер.

## Футбольная карьера
Карьера Томми Дохерти началась в клубе из низших дивизионов «Шеттлстон Джуниорс». В 1946 году он был призван в ряды вооружённых сил в корпус Хайлендской лёгкой пехоты.
Во время прохождения военной службы Томми выступал за футбольную команду британской армии. После демобилизации в 1947 году Дохерти предложили контракт с шотландским «Селтиком» — клубом, за который он болел в детстве.
Молодому Дохерти было непросто завоевать место в основе «Селтика» и в ноябре 1949 года он перешёл в английский «Престон Норт Энд». Именно в «Престоне» Дохерти провёл лучший период в своей карьере, сыграв более 323 матча в чемпионате и 26 матчей в Кубке Англии, включая финал 1954 года. В этот же период Томми получил вызов в сборную Шотландии, сыграв за неё в 25 матчах.
В 1958 году Дохерти ушёл из «Престона» и отправился на чемпионат мира в Швецию, по завершении которого заключил контракт с лондонским «Арсеналом». В 1961 году он перешёл в «Челси», в котором завершил свою карьеру игрока.

## Тренерская карьера
В феврале 1961 года сбылась мечта Дохерти стать футбольным тренером: ему предложили пост играющего тренера в «Челси». Через год, когда Тед Дрейк подал в отставку, Дохерти стал главным тренером «синих». Однако он не смог сохранить клуб в Первом дивизионе и по окончании сезона 1961/62 команда вылетела во Второй дивизион.
Дохерти никогда не был великим тактиком; его отличал талант мотиватора, а также умение заметить и раскрыть талант молодых футболистов. В свой первый сезон в качестве главного тренера «Челси» Дохерти сильно обновил состав, удалив из него многих ветеранов и собрав в команде ряд молодых талантов — Терри Венейблса, Бобби Тэмблинг, Питер Бонетти и Бэрри Бриджес. Команда, получившая прозвище «„Бриллианты Дохерти“», с первой попытки вышла в Первый дивизион и финишировала на 5-м месте в сезоне 1964/65. В апреле 1965 года «Челси» выиграл Кубок Футбольной лиги, победив в финале «Лестер Сити», но затем проиграл «Ливерпулю» в полуфинале Кубка Англии со счётом 2:0.
К этому времени испортились отношения между Дохерти и рядом игроков, особенно с капитаном клуба Венейблсом. Тренер даже отстранил от игры восемь игроков за нарушение комендантского часа перед важнейшей игрой против «Бернли» («Синие» к тому моменту лишь на два очка отставал от лидеров, «Манчестер Юнайтед»). «Челси» проиграл этот матч, похоронив надежды на титул. Через год «Челси» достиг полуфиналов Кубка Англии и Кубка ярмарок, а затем сыграл в финале Кубка Англии 1967 года, однако уступил в нём «Тоттенхэм Хотспур». В октябре 1967 года он покинул пост главного тренера клуба. Футболисты, собранные под его руководством, включая Питера Осгуда, Чарли Кука, Рона Харриса, Питера Бонетти и Джона Холлинса, позднее выиграют Кубок Англии и Кубок обладателей кубков УЕФА под руководством преемника Дохерти на тренерском посту «Челси», Дейва Секстона.
Через месяц после ухода из «Челси» Дохерти стал главным тренером «Ротерем Юнайтед». В следующем году он покинул клуб и перешёл в «Куинз Парк Рейнджерс», в котором пробыл главным тренером всего лишь 29 дней. В декабре 1968 года он возглавил «Астон Виллу», которой руководил 13 месяцев.
19 января 1970 года, когда «Астон Вилла» находилась внизу турнирной таблицы Второго дивизиона, Дохерти был уволен. Он перешёл в португальский «Порту», который возглавлял 4 месяца. 2 июля 1971 года Дохерти стал помощником главного тренера «Халл Сити» Терри Неилла, но оставил этот пост 12 сентября, когда его назначили временным исполняющим обязанности главного тренера сборной Шотландии. Уже в ноябре его должность стала постоянной.
В декабре 1972 года, когда Фрэнк О’Фаррелл был уволен с поста главного тренера «Манчестер Юнайтед», Дохерти было трудно отказаться от предложения возглавить один из крупнейших клубов мира. Он оставил сборную Шотландии и подписал контракт с «Юнайтед». Болельщики клуба с энтузиазмом восприняли приход шотландского специалиста. Дохерти принял команду, находящуюся в кризисе, во многом благодаря возрастному составу футболистов, но уберёг клуб от вылета из Первого дивизиона в сезоне 1972/73. Годом спустя, однако, «Юнайтед» всё-таки вылетел во Второй дивизион.
В следующем сезоне «Манчестер Юнайтед» вернулся в Первый дивизион, а в сезоне 1975/76 клуб занял третье место в Первом дивизионе и достиг финала Кубка Англии 1976 года, неожиданно уступив в нём «Саутгемптону». Год спустя Дохерти привёл команду ещё к одному финалу Кубка Англии и на этот раз взял трофей, обыграв сильный «Ливерпуль», который стремился к «треблу», со счётом 2:1.
Вскоре раскрылась внебрачная связь Дохерти с женой клубного физиотерапевта Лаури Браун. Под влиянием общественного осуждения его уволили в июле 1977 года. По иронии судьбы, на посту главного тренера «Юнайтед» Дохерти заменил тот же человек, который заменил его на посту главного тренера «Челси» 10 лет назад — Дейв Секстон.
Дохерти вскоре вернулся к тренерской работе, возглавив «Дерби Каунти» в сентябре 1977 года, в котором проработал два сезона до апреля 1979 года. В этот период Дохерти участвовал в судебном процессе, подав иск против экс-капитана «Манчестер Юнайтед» Вилли Моргана и телеканала «Granada», обвиняя их в клевете. Процесс закончился для истца неудачно: Дохерти признался, что он лгал в суде. После завершения судебного процесса Дохерти ушёл из «Дерби Каунти».
В мае 1979 года Дохерти вновь возглавил «Куинз Парк Рейнджерс». Почти сразу он был уволен, а затем непонятным образом восстановлен в должности через 9 дней после увольнения. «QPR» вылетел во Второй дивизион и Дохерти должен был поднять командный дух перед началом нового сезона. Ему удалось сохранить в клубе ряд известных игроков, а также приобрести Клайва Аллена, Тони Кьюрри и Пола Годдарда. Несмотря на приобретения, «Рейнджерам» не хватило 4 очков для выхода в Первый дивизион. В октябре 1980 года Дохерти был уволен.
Дохерти короткое время поработал в Австралии, тренируя «Сидней Олимпик» в 1981 году, но уже в июле того же года вернулся в Англию, став главным тренером «Престон Норт Энд» — клуба, в котором он провёл девять лет в качестве игрока. Однако ему не удалось закрепиться в новой должности и через несколько месяцев он был уволен, после чего вернулся в Австралию, где возглавил «Саут Мелбурн Хеллас». В 1983 году он вновь стал главным тренером «Сидней Олимпик», после чего вновь вернулся в Англию. Его последними клубами стали «Вулверхэмптон Уондерерс» и «Олтрингем». В 1988 году Дохерти ушёл из профессионального футбола.
Деятельность Дохерти-тренера вызывает противоречивые оценки. Благодаря чувству юмора и ораторскому мастерству он на протяжении последних 20 лет работает телевизионным экспертом и «послеобеденным» диктором.

## Личная жизнь
Умер 31 декабря 2020 года в возрасте 92 лет после длительной болезни.

## Статистика выступлений
| Клуб             | Сезон            | Лига | Лига | Кубок Англии | Кубок Англии | Прочие | Прочие | Итого | Итого |
| Клуб             | Сезон            | Игры | Голы | Игры         | Голы         | Игры   | Голы   | Игры  | Голы  |
| ---------------- | ---------------- | ---- | ---- | ------------ | ------------ | ------ | ------ | ----- | ----- |
| Селтик           | 1948/49          | 9    | 3    | -            | -            | 2      | 0      | 11    | 3     |
| Селтик           | Итого            | 9    | 3    | 0            | 0            | 2      | 0      | 11    | 3     |
| Престон Норт Энд | 1949/50          | 15   | 0    | 1            | 0            | 0      | 0      | 16    | 0     |
| Престон Норт Энд | 1950/51          | 42   | 0    | 2            | 0            | 0      | 0      | 44    | 0     |
| Престон Норт Энд | 1951/52          | 42   | 0    | 1            | 0            | 0      | 0      | 43    | 0     |
| Престон Норт Энд | 1952/53          | 41   | 0    | 3            | 0            | 0      | 0      | 44    | 0     |
| Престон Норт Энд | 1953/54          | 26   | 0    | 8            | 0            | 0      | 0      | 34    | 0     |
| Престон Норт Энд | 1954/55          | 39   | 3    | 3            | 0            | 0      | 0      | 42    | 3     |
| Престон Норт Энд | 1955/56          | 41   | 1    | 1            | 0            | 0      | 0      | 42    | 1     |
| Престон Норт Энд | 1956/57          | 37   | 0    | 6            | 0            | 0      | 0      | 43    | 0     |
| Престон Норт Энд | 1957/58          | 40   | 1    | 1            | 0            | 0      | 0      | 41    | 1     |
| Престон Норт Энд | Итого            | 323  | 5    | 26           | 0            | 0      | 0      | 349   | 5     |
| Арсенал          | 1958/59          | 38   | 1    | 4            | 0            | 0      | 0      | 42    | 1     |
| Арсенал          | 1959/60          | 24   | 0    | 3            | 0            | 0      | 0      | 27    | 0     |
| Арсенал          | 1960/61          | 21   | 0    | 0            | 0            | 0      | 0      | 21    | 0     |
| Арсенал          | Итого            | 83   | 1    | 7            | 0            | 0      | 0      | 90    | 1     |
| Челси            | 1961/62          | 4    | 0    | 0            | 0            | 0      | 0      | 4     | 0     |
| Челси            | Итого            | 4    | 0    | 0            | 0            | 0      | 0      | 4     | 0     |
| Всего за карьеру | Всего за карьеру | 419  | 9    | 33           | 0            | 2      | 0      | 454   | 9     |

## Достижения

### В качестве игрока
Селтик
- Обладатель Кубка Глазго: 1949

Престон Норт Энд
- Чемпион Второго дивизиона: 1950/51

### В качестве тренера
Челси
- Обладатель Кубка Футбольной лиги: 1965

Манчестер Юнайтед
- Чемпион Второго дивизиона: 1974/75
- Обладатель Кубка Англии: 1977

Саут Мельбурн
- Обладатель Кубка Victorian Ampol Night Soccer: 1982

## Тренерская статистика
| Команда                 | Страна     | Начало работы | Завершение работы | Показатели | Показатели | Показатели | Показатели | Показатели |
| Команда                 | Страна     | Начало работы | Завершение работы | И          | В          | П          | Н          | % побед    |
| ----------------------- | ---------- | ------------- | ----------------- | ---------- | ---------- | ---------- | ---------- | ---------- |
| Челси                   | Англия     | Октябрь 1962  | Октябрь 1967      | 247        | 121        | 73         | 53         | 49,0       |
| Ротерем Юнайтед         | Англия     | Ноябрь 1967   | Ноябрь 1968       | 47         | 14         | 17         | 16         | 29,8       |
| Куинз Парк Рейнджерс    | Англия     | 1 ноября 1968 | 30 ноября 1968    | 4          | 1          | 3          | 0          | 25,0       |
| Астон Вилла             | Англия     | Декабрь 1968  | Январь 1970       | 46         | 13         | 17         | 16         | 28,3       |
| Порту                   | Португалия | 1970          | 1971              |            |            |            |            |            |
| Шотландия               | Шотландия  | 1971          | 1972              |            |            |            |            |            |
| Манчестер Юнайтед       | Англия     | Декабрь 1972  | Июль 1977         | 215        | 99         | 62         | 54         | 46,0       |
| Дерби Каунти            | Англия     | Сентябрь 1977 | Май 1979          | 78         | 24         | 33         | 21         | 30,8       |
| Куинз Парк Рейнджерс    | Англия     | Май 1979      | Октябрь 1980      | 51         | 20         | 15         | 16         | 39,2       |
| Сидней Олимпик          | Австралия  | 1981          | 1981              |            |            |            |            |            |
| Престон Норт Энд        | Англия     | Июнь 1981     | Декабрь 1981      | 17         | 3          | 8          | 6          | 17,6       |
| Сидней Олимпик          | Австралия  | 1982          | 1983              |            |            |            |            |            |
| Сидней Олимпик          | Австралия  | 1983          | 1983              |            |            |            |            |            |
| Вулверхэмптон Уондерерс | Англия     | Июнь 1984     | Июль 1985         | 48         | 9          | 27         | 12         | 18,8       |
| Олтрингем               | Англия     | 1987          | 1988              |            |            |            |            |            |